# Victor Jean Baptiste Girardey

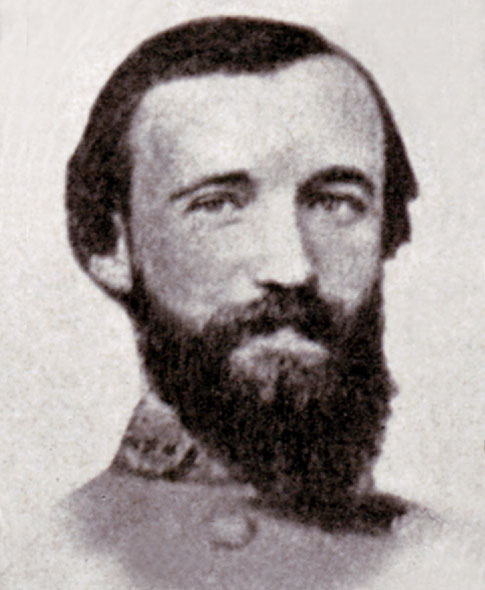
Victor Jean Baptiste Girardey

Victor Jean Baptiste Girardey (* 26. Juni 1837 in Lauw, Frankreich; † 16. August 1864 in Virginia) war ein Brigadegeneral der Konföderierten Staaten von Amerika im Sezessionskrieg.

## Leben
Zusammen mit seinen Eltern wanderte der im elsässischen Lauw, im heutigen Département Haut-Rhin, geborene Girardey in die Vereinigten Staaten aus, wo sich die Familie in Augusta, Georgia, niederließ. Im Alter von 16 Jahren zog er nach New Orleans, beendete seine Ausbildung und heiratete.
Bei Ausbruch des amerikanischen Bürgerkriegs trat er in die Armee der Südstaaten ein und wurde im Rang eines 1st Lieutenant dem dritten Georgia-Regiment zugeteilt. 1862 versetzte man Girardey, mittlerweile im Rang eines Captain, nach Virginia. Hier diente er im Stab von Brigadegeneral Ambrose Ransom Wright, dessen Adjutant er wurde. Im Mai 1864 wurde er in den Stab von Brigadegeneral William Mahone versetzt. Während der vom 15. Juni bis 2. April 1865 andauernden Belagerung von Petersburg, Virginia, plante und organisierte Girardey die Durchführung eines Gegenangriffs für den 30. Juli 1864, um den enger werdenden Belagerungsring der Unionsarmee zurückzudrängen. Bei der direkt darauf folgenden Kraterschlacht verloren die Unionstruppen rund 4.000 Mann. Nach der erfolgreichen Durchführung dieser Operation und seiner Verdienste in den Jahren 1862 und 1863 ernannte man ihn zum Brigadegeneral. 
Am 16. August, nur 17 Tage nach seiner Beförderung, wurde Girardey, während er Wrights Brigade in einem Einsatz kommandierte, nähe Fussels Mill getötet.